# Régiment de Chamborant hussards
Le régiment de Chamborant hussards est un régiment de cavalerie français d'Ancien Régime créé en 1735 sous le nom de régiment d'Esterhazy hussards devenu sous la Révolution le 2e régiment de hussards.

## Création et différentes dénominations
- 25 janvier 1735 : création du régiment d'Esterhazy hussards
- 1er août 1743 : renommé régiment de David hussards
- 27 janvier 1747 : renommé régiment de Turpin hussards
- 1756 : renforcé par incorporation de trois compagnies des régiments de hussards de Lynden, Beausobre et Ferrary
- 5 mai 1758 : renforcé par des éléments restants du régiment de Polleretzky hussards
- 20 février 1761 : renommé régiment de Chamborant hussards
- 1776 : renforcé par incorporation d’un escadron du régiment Royal-Nassau hussards
- 1er janvier 1791 : renommé 2e régiment de hussards

## Équipement

### Étendards
2 étendards « de ſoye feuille morte, en pointes, & 3 fleurs de lys en or brodées, frangez d’or ».

### Habillement
« juste-au-corps de drap ventre de biche & peliſſe de drap bleu, &c.
|  |  |  |

|  |  |  |  |

| |  |
| 2e régiment de hussards de la Grande Armée, illustrations de Vernet de la série La grande armée de 1812 |  |

## Historique

### Mestres de camp et colonels

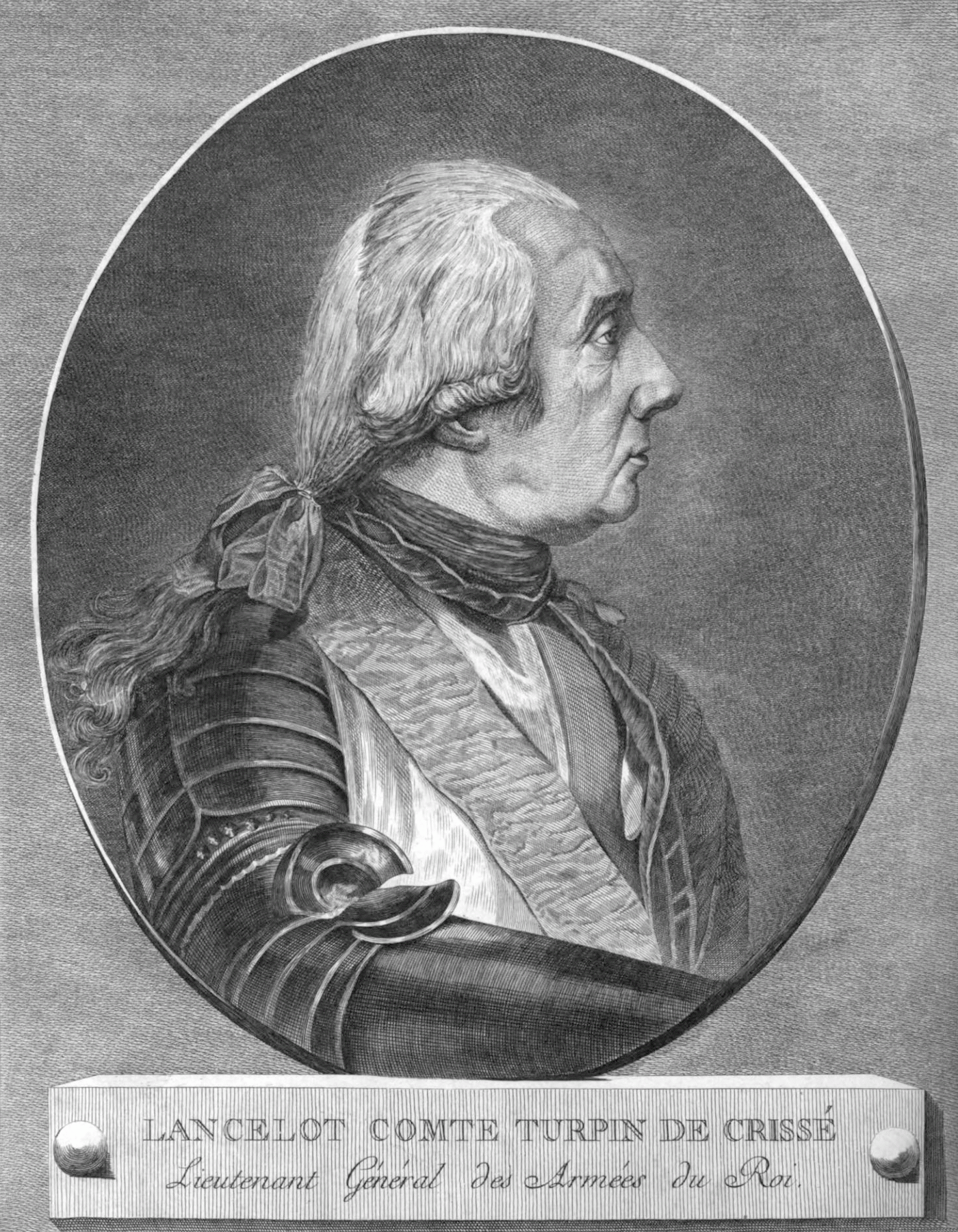
Lancelot Turpin de Crissé, gravure de Michel Picquenot illustrant les Commentaires de César avec des notes historiques, critiques et militaires, tome premier, Montargis 1785.

- 25 janvier 1735 : Ladislas Ignace, comte Esterhazy
- 1er août 1743 : N. David
- 27 janvier 1747 : Lancelot Turpin de Crissé et Sansay, comte de Turpin, brigadier le 10 mai 1748, maréchal de camp le 20 février 1761, lieutenant général des armées du roi le 1er mars 1780, † 9 août 1793
- 20 février 1761 : André Claude, marquis de Chamborant
- 10 mars 1788 : Adolphe Louis Christophe, comte de Bosen
- 21 octobre 1791 : Jean Conrad de Malzen
- 20 septembre 1792 : Jean Henri Guy Nicolas Grandval de Frégeville, général de brigade le 15 mai 1793, général de division le 28 mars 1800, † 4 avril 1841
- 15 mai 1793 : Jean François Thérèse Barbier, général de brigade le 7 octobre 1806, † 6 mai 1828
- 1er novembre 1793 : Ignace Wilhelm Rith
- 10 février 1794 : Jean François Thérèse Barbier (réintégré)
- 7 octobre 1806 : François Joseph Gérard, général de brigade le 10 mars 1809, général de division le 29 septembre 1813, † 18 septembre 1832
- 16 mars 1809 : Gilbert Julian Vinot, 3 mars 1813, † 6 juin 1838
- 21 avril 1813 : Alexandre Louis, baron de Séganville

### Campagnes et batailles
Guerre de Succession de Pologne (1735-1738) : le régiment d'Esterhazy Hussards à peine constitué fournit une compagnie de 50 hussards pour surveiller les armées impériales le long du Rhin à l'automne 1735, alors qu’une suspension d’armes est déjà attendue. Les Français sous les ordres du maréchal de Coigny se contentent d’une « non guerre », faite d’observation, d’opérations de fourrage et d’escarmouches entre Trèves et Trarbach, sur la Moselle et la Salm. Le régiment d'Esterhazy Hussards reste en garnison à Strasbourg jusqu’à l’été 1737.
Participation à la campagne de Corse (1739-1740) : en 1739, Esterhazy Hussards fait ses premières armes en Corse pour venir en aide à la république de Gênes confrontée à une révolte de la population. Le régiment d'Esterhazy Hussards débarque à Calvi le 30 avril 1739. Le régiment reste en Corse jusqu'en août 1741 pour assurer l’ordre avant de séjourner en Provence d'août 1741 à mai 1742.
Guerre de Succession d'Autriche (1741-1748) : le régiment entre en campagne le 12 avril 1743 pour rallier Landau le 1er mai sous les ordres du maréchal de camp Bercheny. Mais après avoir traversé le Rhin et poussé des reconnaissances sur le Main, le comte Valentin-Joseph Esterhazy décède subitement à la tête de son régiment le 17 juin 1743. Les 2 escadrons d’Esterhazy, passés sous les ordres du lieutenant-colonel chevalier Zsigmond David, commandant en second du régiment, participent à la bataille de Dettingen (27 juin 1743) contre les forces anglo-autrichiennes commandées par le roi George II.
Le régiment prend le nom de David Hussards le 1er août 1743. Après les quartiers d’hiver, Le régiment de David Hussards est affecté à l’armée de Moselle et participe à la prise de Saverne (13 août 1744). Sous les ordres du chevalier de Belle-Isle, le régiment de David Hussards est présent aux opérations autour de Fribourg (septembre) et en Souabe (octobre-décembre 1744) où il prend ses quartiers d’hiver. La mort le 20 janvier 1745 de l’électeur de Bavière, élu à Francfort empereur sous le nom de Charles VII 24 janvier 1742, change l’orientation des opérations militaires dont les actions principales ont lieu en Flandres. Le régiment de David Hussards combat en Bavière et sur le Neckar pendant toute l’année 1745 avant de prendre ses quartiers d’hiver à Pont-à-Mousson. En 1746, le régiment de David Hussards se distingue dans les opérations aux Pays-Bas autrichiens et dans les Provinces Unies : à la prise de Louvain (mai), au siège de Namur (septembre) et à la bataille de Raucoux (11 octobre 1746). Le chevalier Zsigmond David prend sa retraite le 27 janvier 1747 et cède son régiment au comte de Turpin de Crissé. Le 15 août 1747, le régiment prend officiellement le nom de Turpin Hussards. Le régiment intègre alors l’armée de Flandre sous les ordres du maréchal de Saxe. Il se distingue, en présence du roi Louis XV, à la bataille de Lawfeld (2 juillet 1747) en culbutant la première ligne anglaise et en ravageant les réserves ennemies.
Guerre de Sept Ans (1756-1763).

### Quartiers
- Beaucaire[1]